# Радуга шесть (роман)
«Радуга шесть» (англ. Rainbow Six) — роман Тома Клэнси, написанный в 1998 году. Занял второе место в списке бестселлеров по версии Publishers Weekly за тот же год в США.
Роман стал началом медиафраншизы, будучи адаптирован в серию видеоигр Tom Clancy’s Rainbow Six в жанре тактических шутеров от первого лица.

## Сюжет
Сюжет книги повествует о деятельности международного антитеррористического подразделения «Радуга» (англ. Rainbow), которое, разрешая серию терактов, срывает заговор кучки учёных по уничтожению человечества путём массового заражения опасным вирусом.

## Критика
Российский сайт компьютерных игр Игромания поставил книге 4 из 5 баллов. Критик оценил профессионализм автора, однако указал на недостаточное проработанные образы главных героев: «Клэнси порой грешит неточностями в описаниях, но внимания на это особо не обращаешь. Драйва и атмосферности книге, опять же, не занимать».